# Llorenç antipapa
L'antipapa Llorenç, també conegut com a Coelius Laurentius (mort el 508), va ser escollit com a alternativa a Símmac I donant lloc a l'anomenat Cisma Laurentià. Aquesta dualitat va portar a enfrontaments al si de l'església i entre diversos països, que donaven suport a un o altre candidat per raons polítiques i suborns. Teodoric el Gran va intervenir per aturar els avalots a Roma i després de diversos intents, va aconseguir que Llorenç es retirés de la vida pública, si bé mai va renunciar al pontificat de manera oficial.